# System informacyjny
System informacyjny – posiadająca wiele poziomów struktura pozwalająca użytkownikowi na przetwarzanie, za pomocą procedur i modeli, informacji wejściowych w wyjściowe. Natomiast system informatyczny jest wydzieloną, skomputeryzowaną, częścią systemu informacyjnego.
Komputeryzacja systemów informacyjnych jest coraz powszechniejszym sposobem zwiększenia sprawności działania systemu zarządzania, ponieważ mimo początkowych wydatków na szkolenia, oprogramowanie i wdrożenie, system informatyczny umożliwia formalizację struktury organizacyjnej, zwiększenie rozpiętości kierowania, automatyzowanie zadań, dostarcza niezwłocznie żądanych informacji, ułatwia pracę grupową w przedsiębiorstwach posiadających wiele oddziałów.
W teorii zarządzania system informacyjny to zespół środków materialnych, finansowych, algorytmów i ludzi, zapewniający sprawne zarządzanie przedsiębiorstwem.
Na gruncie ekonomiki informacji system informacyjny definiowany jest jako kompleks powiązanych ze sobą procesów informacyjnych.
System informacyjny jest specyficznym systemem społeczno-gospodarczym, który obok procesów informacyjnych zawsze współtworzą także zasoby oraz informacja.

## Przykład
Niech będzie dany zbiór {\displaystyle U} obiektów (zwany uniwersum) i zbiór {\displaystyle A} atrybutów opisujących obiekty. Systemem informacyjnym {\displaystyle \mathbb {A} } nazywamy parę:
{\displaystyle \mathbb {A} =\left(U,A\right).}
System informacyjny korzystnie jest przedstawić w postaci tablicy, gdzie wiersze reprezentują obiektu uniwersum, a kolumny – wartości atrybutu dla poszczególnych obiektów.
Poniższy przykład przedstawia prosty system informacyjny opisujący owoce. Każdy obiekt uniwersum (owoc) jest opisany poprzez 4 atrybuty: średnicę w centymetrach, kolor, smak i nazwę.
| {\displaystyle \mathbb {A} =\left({U,A}\right)} | a1  | a2           | a3     | a4         |
| o2                                              | 1,4 | czerwony     | kwaśny | wiśnia     |
| o3                                              | 1,6 | żółty        | słodki | czereśnia  |
| o4                                              | 2   | czerwony     | słodki | czereśnia  |
| o5                                              | 10  | żółty        | gorzki | grejpfrut  |
| o6                                              | 10  | pomarańczowy | słodki | pomarańcza |